# الضمور اللويزي الشاحبي المسنني الحمراوي
الضمور اللويزي الشاحبي المسنني الحمراوي (DRPLA) (بالإنجليزية: Dentatorubral–pallidoluysian atrophy). تنكس مخيخي شوكي ذو وراثة سائدة ناتج عن توسع تكرار ثلاثية CAG التي تشفر مسلك البولي-غلوتامين في بروتين الأتروفين-1. يُعرف أيضًا باسم متلازمة هاو ريفر، وداء نايتو-أوياناجي. رغم أن هذه الحالة قد وُصفت ربما لأول مرة من قِبل سميث وآخرين في عام 1958، وأبلغ عن عدة حالات متفرقة من الدول الغربية، يبدو أن هذا الاضطراب نادر جدًا باستثناء اليابان.
ثمة ما لا يقل عن ثمانية أمراض تنكسية عصبية ناجمة عن تكرارات تمددية للثلاثية CAG التي تشفر تمددات البولي-غلوتامين (بولي كيو) (انظر: اضطراب تكرار ثلاثي النوكليوتيد). يؤدي تكرار CAG التمددي إلى حدوث طفرة معاكسة في اكتساب الوظيفة في النواتج الجينية. من بين هذه الأمراض، يتشابه ضمور DRPLA إلى حد كبير مع داء هنتنغتون.

## العلامات والأعراض
يمكن أن يكون ضمور DRPLA يفعيًا (أقل من 20 عامًا)، أو نمط بالغين مبكر (20-40 عامًا)، أو نمط بالغين متأخر (> 40 عامًا). يتميز ضمور DRPLA نمط البالغين المتأخر بالرنح والكنع الرقصي والخرف. يشمل ضمور DRPLA نمط البالغين المبكر أيضًا نوبات وارتجاج عضلي. يظهر DRPLA النمط اليفعي مع رنح وأعراض تتوافق مع صرع رمعي مترقي (رمع العضلي، وأنواع متعددة من النوبات وخرف). تشمل الأعراض الأخرى الملاحظة خلل التوتر الرقبي، وتنكس بطانة القرنية، والتوحد، وانقطاع النفس الانسدادي النومي المعند على الجراحة.

## علم الوراثة
يحتوي الجينوم البشري على جيني أتروفين؛ رُبط ضمور DRPLA مع تمدد منطقة البولي-غلوتامين الخاصة بجين الأتروفين-1 على الصبغي. (12p13.3) يتراوح العدد الطبيعي لتكرار الثلاثية CAG في جين الأتروفين-1 بين 7-34، أما الأفراد المصابون يظهرون 49-93 تكرارًا. يبدي ضمور DRPLA ظاهرة الاستباق (عمر مبكر للظهور في الأجيال اللاحقة) وعلاقة عكسية بين حجم تكرار CAG التمددي وعمر ظهور الأعراض. ينتج عن الانتقال الأبوي استباقًا أكثر وضوحًا (26-29 سنة) مما هو عليه من الانتقال الأمومي (14-15 عامًا).

### أتروفين-1
يشفر الأتروفين-1 بروتين ذو 1184 حمض أميني محب للماء مع العديد من الأنماط المتكررة بما في ذلك منطقة غنية بالسيرين، ومسلك بولي-غلوتامين متغير الطول، ومسلك بولي-برولين، ومنطقة متناوبة من البقايا الحمضية والقاعدية. يحتوي على إشارة توضع نووي مفترضة في النهاية الأمينية للبروتين وإشارة تصدير نووي مفترضة في النهاية الكربوكسيلية. يُعبر عن الأتروفين-1 على نطاق واسع في جميع الأنسجة، لكنه يتحلمه في الخلايا العصبية. إن وظيفة الأتروفين-1 غير واضحة، ومع ذلك يُعتقد أنه مثبط مشارك نسخي. يمكن لكل من الأتروفين-1 والأتروفين-2 أن يترسبا مناعيًا تشاركيًا، ما يشير إلى أنهما قد يؤديان بعض الوظائف معًا ضمن معقد جزيئي. قد يكون الأتروفين-1 بروتينًا يمكن الاستغناء عنه أو زائدًا عن الحاجة لأن الفئران المولودة في المختبر بأليل فارغ للأتروفين-1 أنتجت ذرية قابلة للحياة وخصبة ولم تظهر أي تنظيم رافع معاوِض للأتروفين-2.

## التدبير
لتحديد مدى انتشار المرض، يوصى بإجراء التصوير بالرنين المغناطيسي، وتخطيط كهربية الدماغ واختبار عصبي نفسي. تُعالج النوبات بمضادات الاختلاج والاضطرابات النفسية باستخدام الأدوية النفسية. أُوصي أيضًا بالعلاج الطبيعي للحفاظ على الوظيفة مع تقدم الحالة والعلاج المهني للتركيز على أنشطة الحياة اليومية وتقديم المشورة لمقدمي الرعاية والتكيف مع البيئة.

## الوبائية
يُعتقد أن معدل انتشار ضمور DRPLA بين السكان اليابانيين يتراوح بين 2-7 في 1000000. لوحظ DRPLA بشكل أقل نسبيًا في المجموعات العرقية الأخرى، وقد أظهر تحليل أليلات الأتروفين-1 الطبيعية أن أطوال تكرار الثلاثية CAG الأكبر من 17 كانت أكثر تواترًا بشكل ملحوظ لدى السكان اليابانيين.